# Gustaf Thomée
Gustaf Thomée, född 18 december 1812 i Stockholm, död där 16 juni 1867, var en svensk författare och översättare. Han var son till Gustaf Henrik Thomée.

## Biografi
Thomée blev student vid Uppsala universitet 1830 och filosofie kandidat 1835. Året förut hade han utgett diktsamlingen Lyriska reminiscenser. Han ingick därefter i en huvudstadstidning, till en början som sättare och korrekturläsare, snart som medarbetare. 
Som originalförfattare ägnade Thomée sig mest åt historiska och geografiska ämnen, utgav bland annat Jorden (1851), Lärobok i geographien (1853), resehandboken Sverige (1857, flera omarbetade upplagor), Konungariket Sveriges statistik i sammandrag (1859–61), Stockholmska promenader (1863) och kartböcker, varjämte han deltog i utarbetandet av Historiskt-geografiskt och statistiskt lexikon öfver Sverige (1858–65). 
Thomée utgav eller redigerade även flera andra originalarbeten och bearbetningar, tidskrifter o.s.v. Samtidigt publicerade han en ofantlig mängd översättningar av vetenskapliga arbeten, romaner och noveller av franska och engelska författare, spridda som följetonger eller särskilt tryckta. Därjämte var han sedan 1845 medarbetare i Stockholms Dagblad samt undervisade även vid flera läroanstalter med mera. Det rastlösa arbetet bröt emellertid i förtid hans krafter.

## Skrifter (urval)
- Lyriska reminiscenser (Eget förlag, 1834)
- Göta canal och dess omgifningar: handbok för resande, som färdas på ångbåtarna mellan Göteborg och Stockholm (1843)
- Samtidstaflor (1853-1854)
- Stockholmska promenader: hufvudstadens historiska minnen, offentliga inrättningar, förnämsta byggnader och andra föremål, som förtjena att ses, jemte ströftåg genom Stockholms omgifningar (1863)

## Översättningar (urval)
- Gustaf Schwab: Den klassiska fornålderns hjeltesagor efter dess skalder och berättare (1839-1841)
- Gideon A. Mantell: Geologiens under: föreläsningar (The wonders of geology) (Hæggström, 1844)
- Edward Bulwer Lytton: Lucretia, eller Nattens barn (Lucretia, or, The Children of Night) (Bonnier, 1846-1847)
- Heinrich Berghaus: Jordens folkslag, efter deras egendomlighet i afseende på regeringsform, religion, seder och klädedrägter (1847-1850)
- Alexander von Humboldt: Kosmos: utkast till en physisk verldsbeskrifning (Kosmos) (Meyer, 1852-1860)
- Alphonse de Lamartine: Turkiska rikets historia (Histoire de la Turquie) (Bonnier, 1854-1856)
- Horace Marryat: Ett år i Sverige (One year in Sweden) (Bonnier, 1863)
- Charles Dickens: Vår gemensamma vän (Our mutual friend) (Bonnier, 1864-1865)
- John MacGregor: En kanotfärd i Sverige (Flodin, 1868)